# Agency (Iowa)
Agency è una città degli Stati Uniti, situata nella contea di Wapello, nello Stato dell'Iowa.

## Geografia fisica
Agency ha una superficie di 1,5 km². Le città limitrofe sono:Ottumwa, Hedrick, Batavia, Eldon e Floris. Agency è situata a 247 m s.l.m.

## Società

### Evoluzione demografica
Al censimento del 2000, Agency contava 622 abitanti e 272 famiglie. La densità di popolazione era di 414,66 abitanti per chilometro quadrato. Le unità abitative erano 286, con una media di 190,66 per chilometro quadrato. La composizione razziale. La composizione razziale contava il 99,20% di bianchi, lo 0,16% di afroamericani, lo 0,48% di asiatici e lo 0,16% di altre razze. Gli ispanici e i latini erano lo 0,80% della popolazione.